# Biscia (Eritrea)
Biscia è un centro abitato dell'Eritrea, nella parte occidentale del paese. Fu capolinea della ferrovia Asmara-Biscia costruita nel periodo del colonialismo italiano. 